# Guido Reni

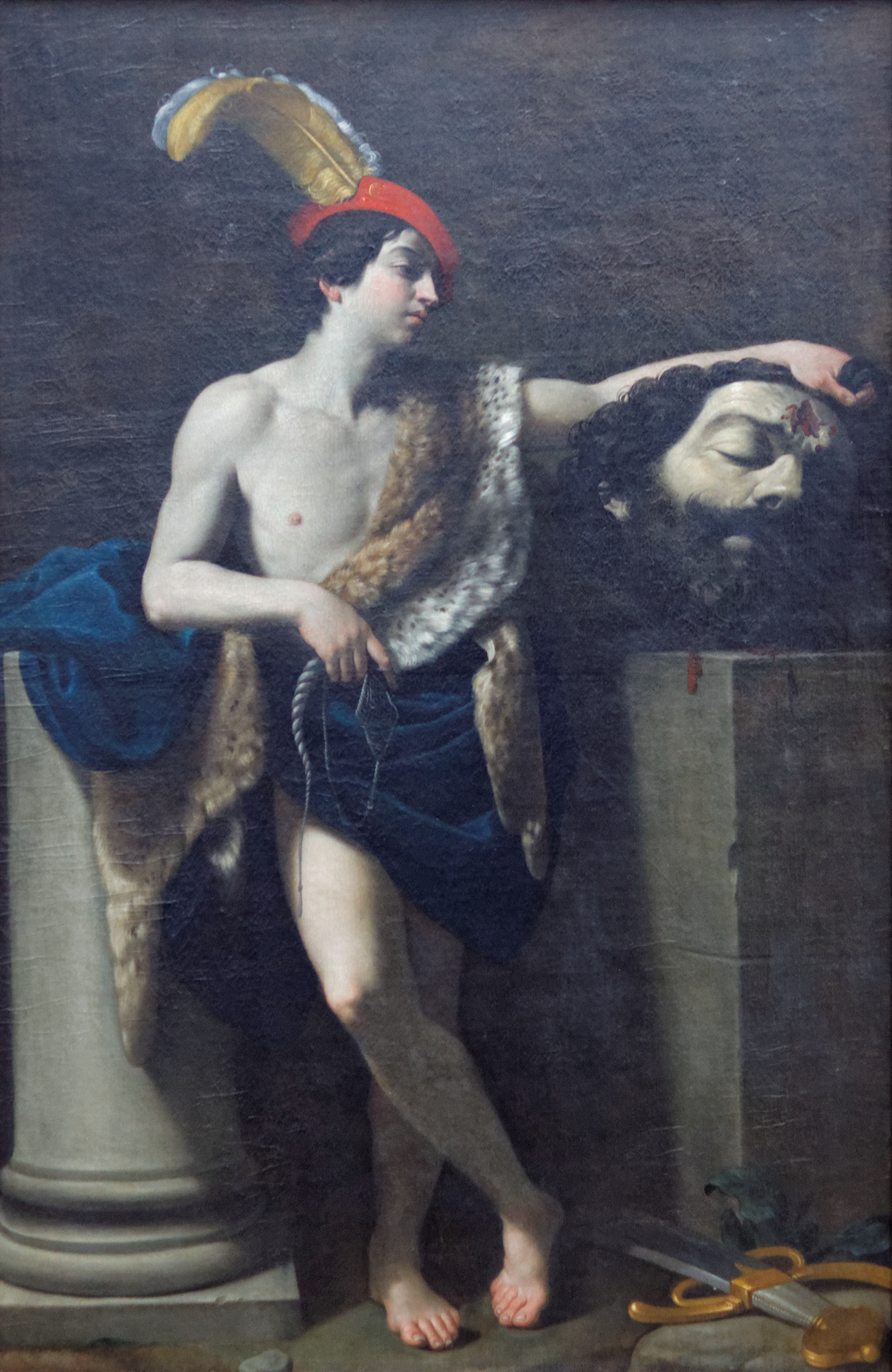
Dawid z głową Goliata (1601-5) Luwr, Paryż

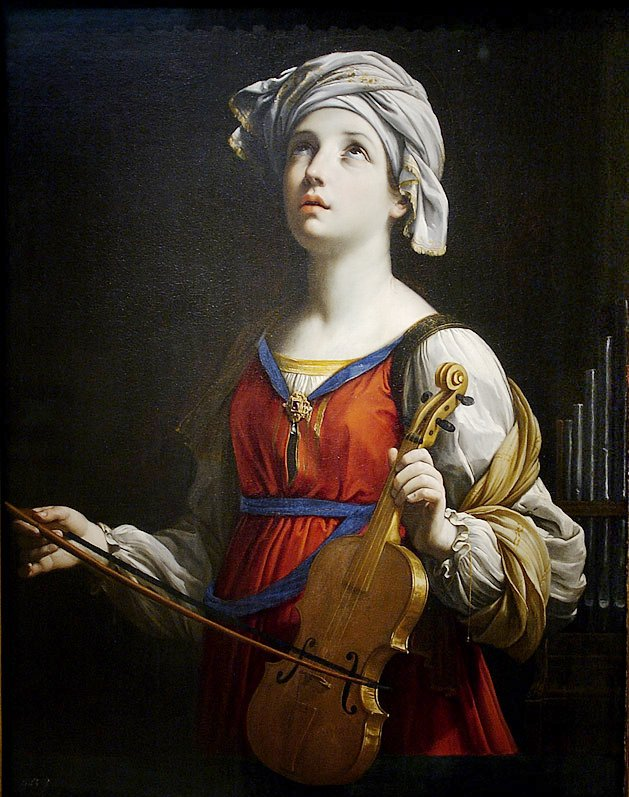
Św. Cecylia (1606) Norton Simon Museum, Pasadena

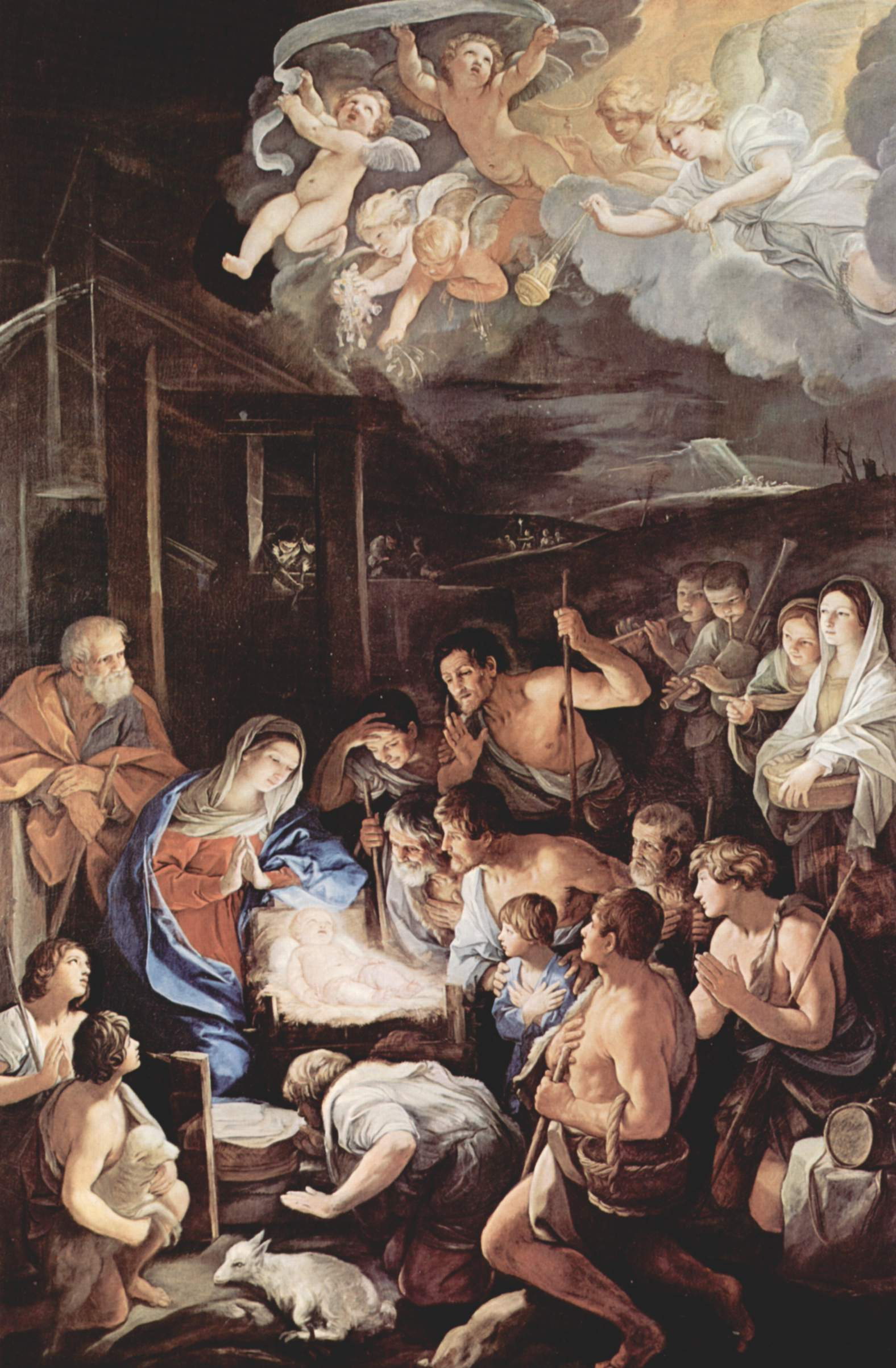
Pokłon pasterzy (1630-32) Museo nazionale di San Martino, Neapol

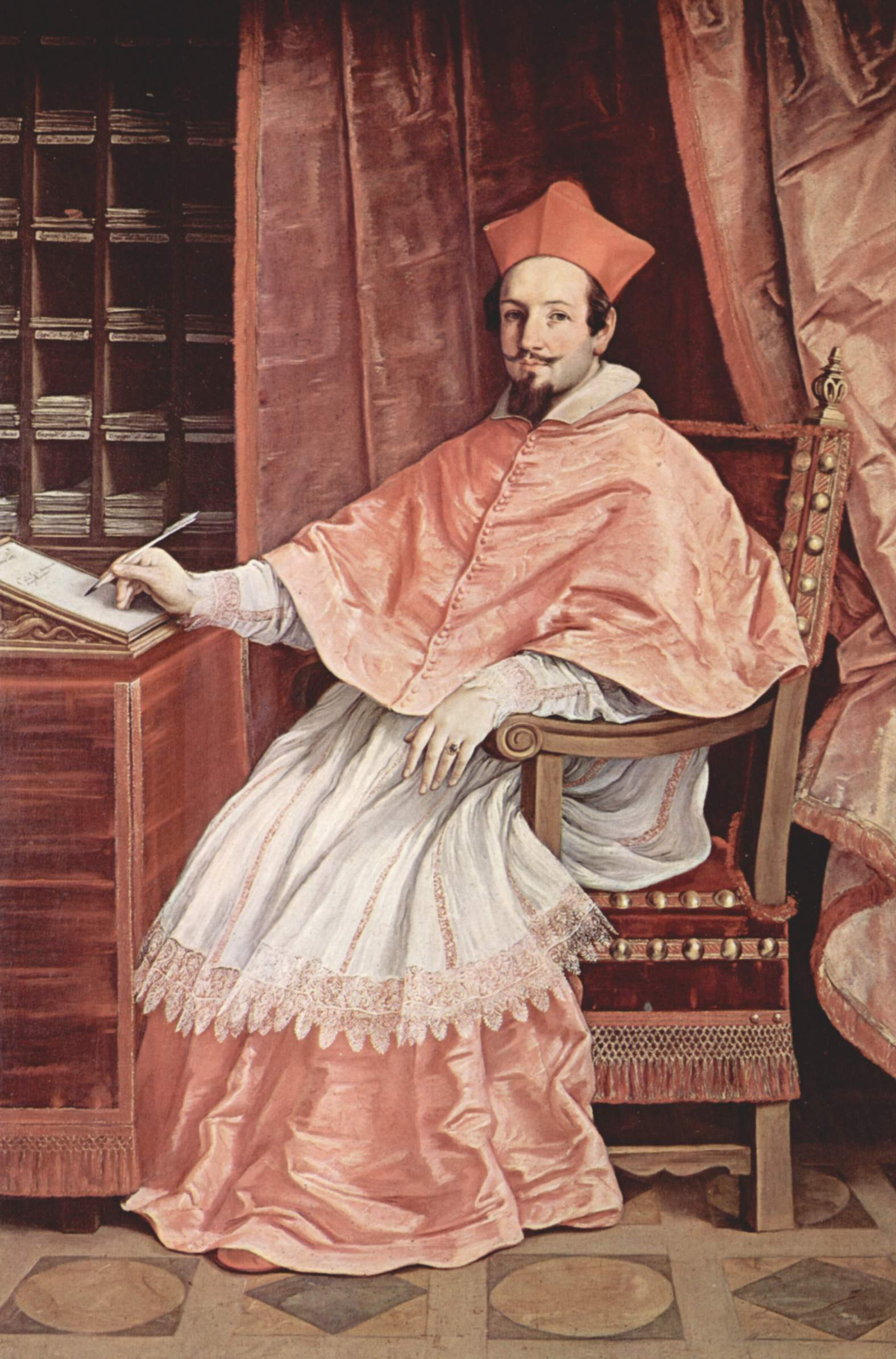
Portret kardynała Spady (ok. 1631) Galeria Borghese, Rzym

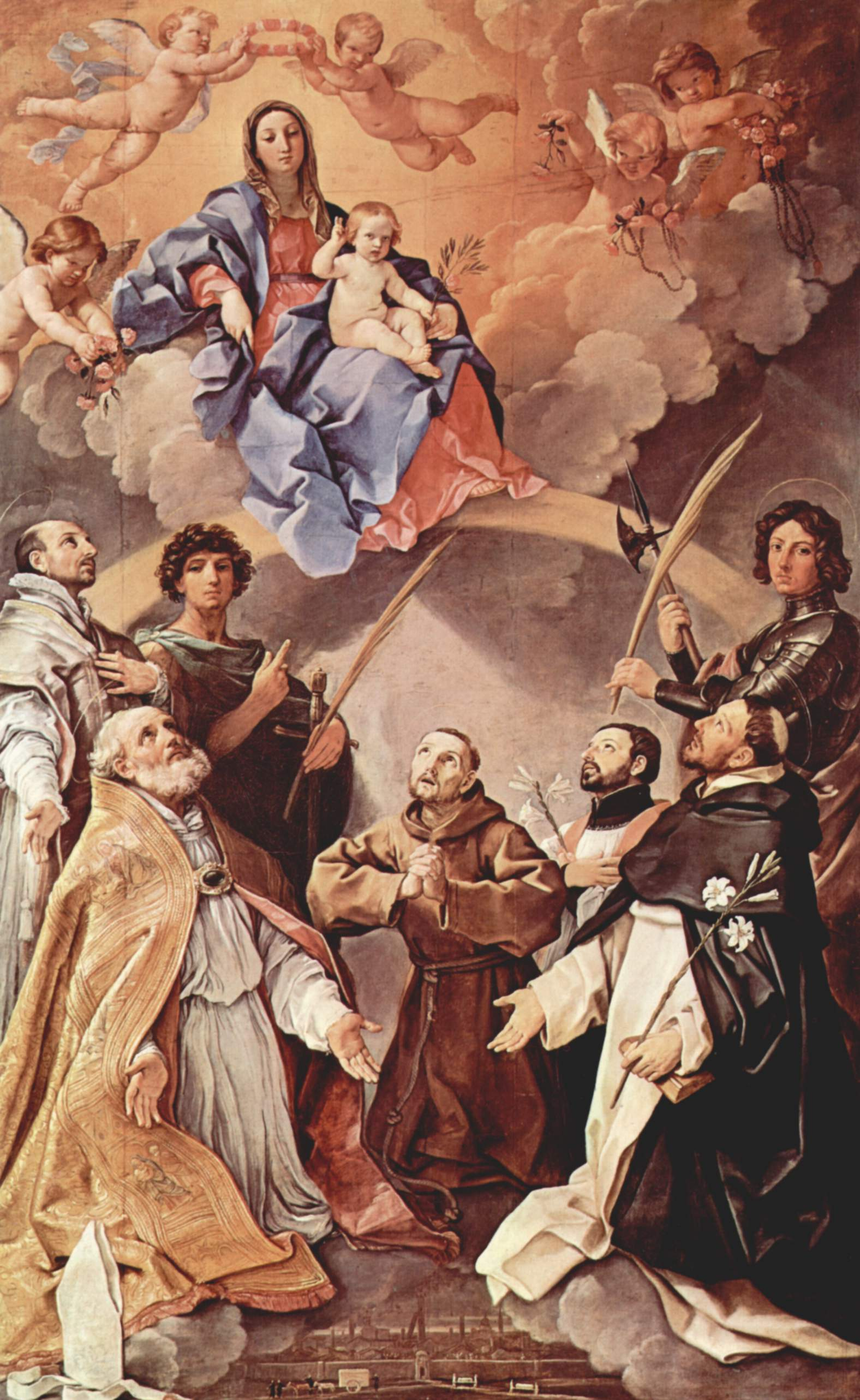
Madonna Tronująca ze świętymi (1631-32) Pinacoteca Nazionale, Bolonia

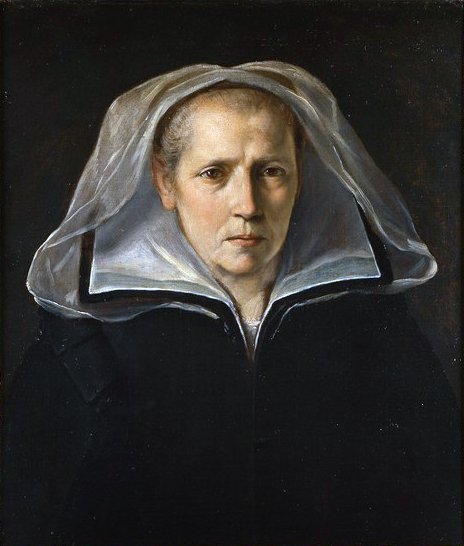
Portret matki artysty (ok. 1632) Pinacoteca Nazionale, Bolonia

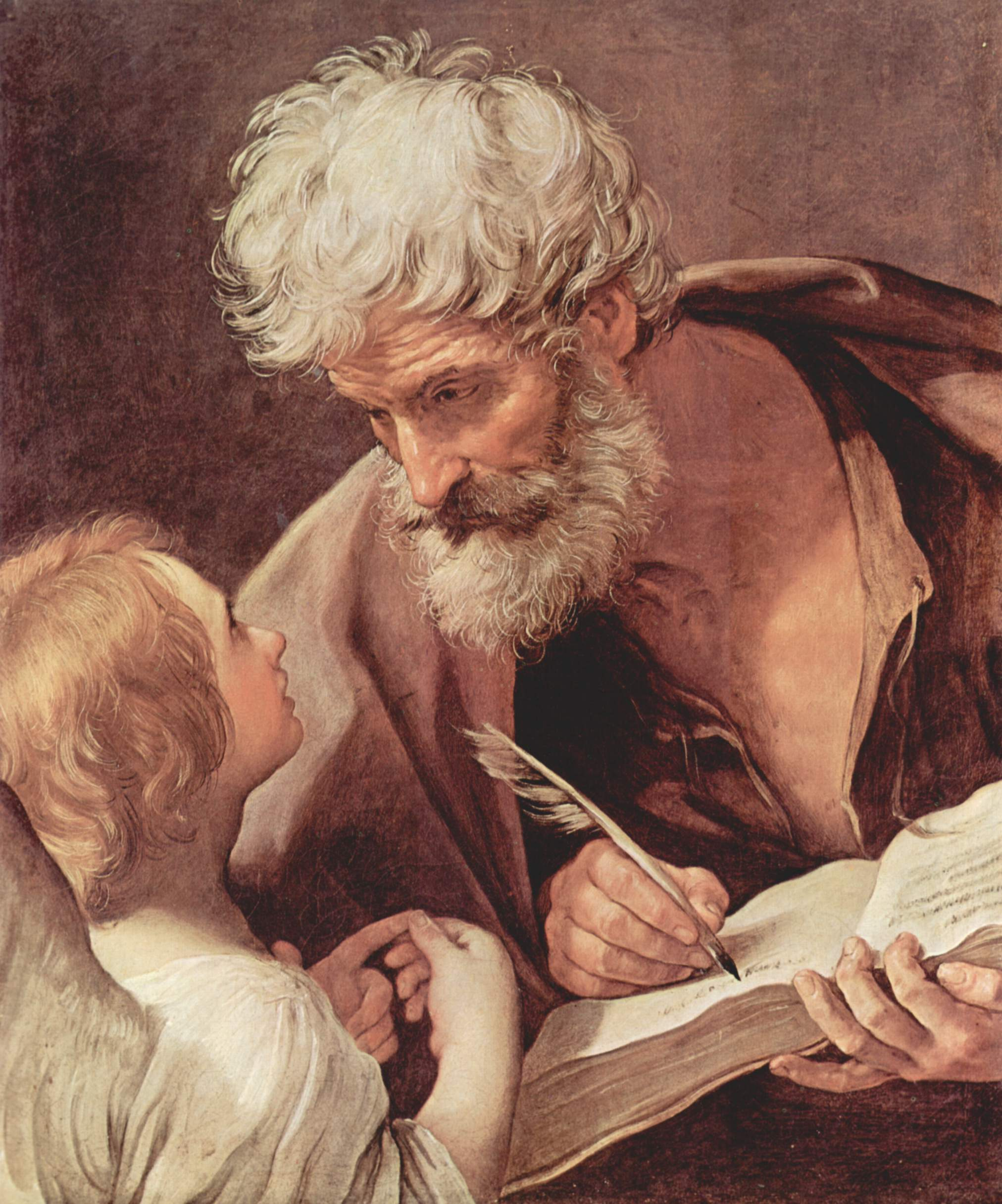
Św. Mateusz z aniołem (1635-40) Muzea Watykańskie

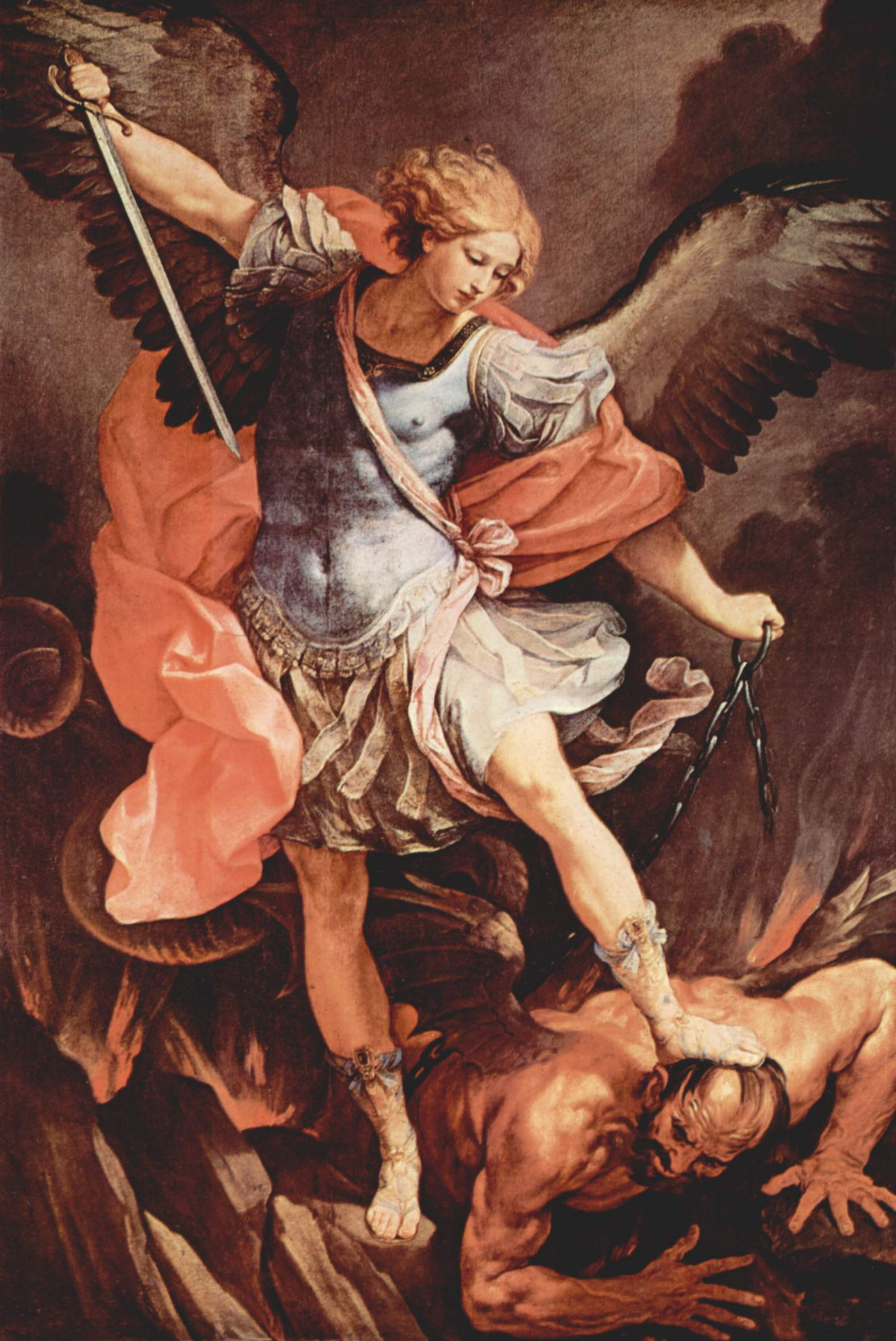
Archanioł Michał (ok. 1636) Santa Maria della Concezione, Rzym

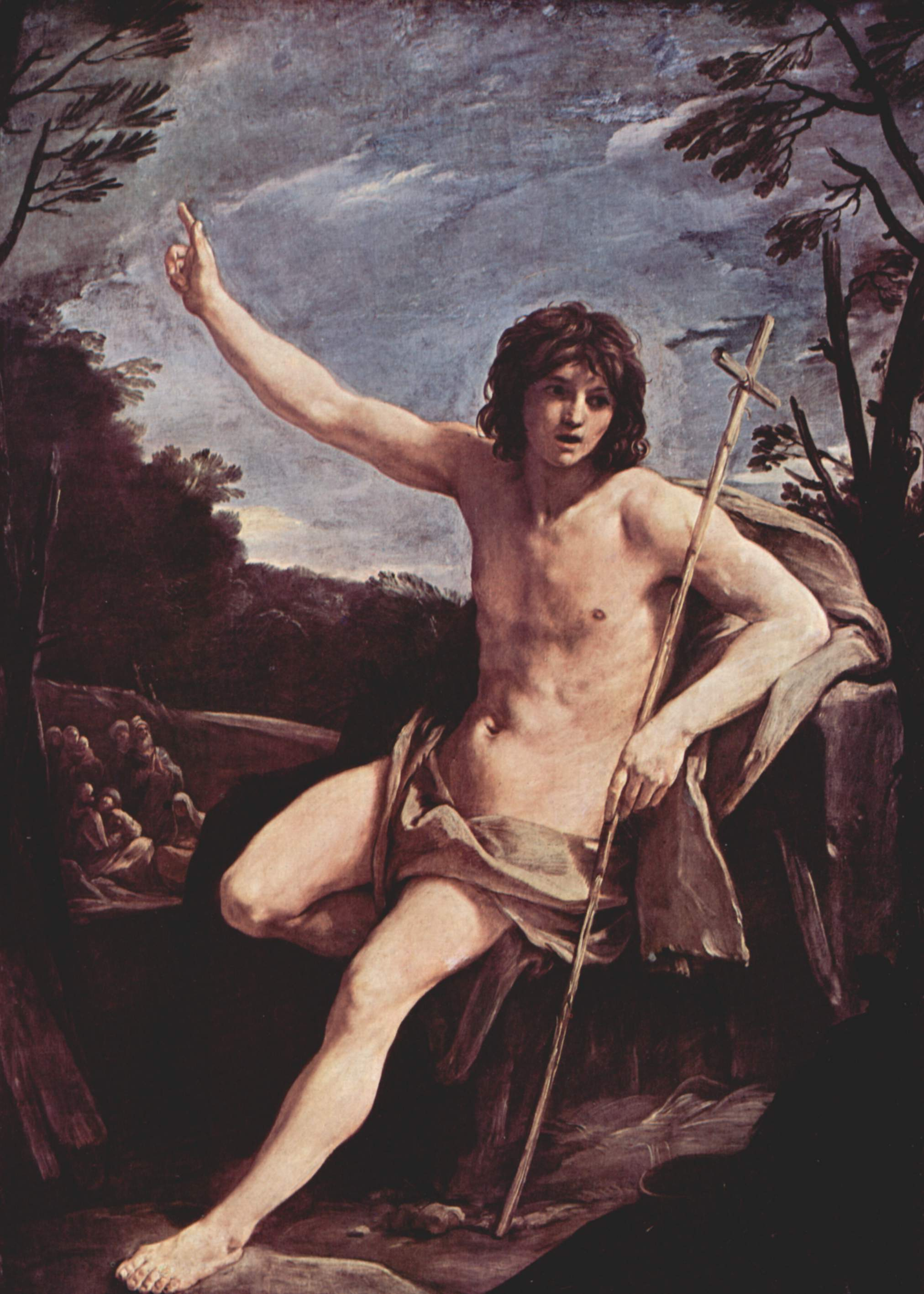
Św. Jan Chrzciciel na pustyni (ok. 1640) Dulwich Picture Gallery, Londyn

Guido Reni (ur. 4 listopada 1575 w Bolonii, zm. 18 sierpnia 1642 tamże) – włoski malarz i grafik okresu wczesnego baroku.

## Życiorys
Urodził się w Bolonii, w dzisiejszym Palazzo Ariosti przy via San Felice 3. Ojciec Daniel był muzykiem i mistrzem Capella di San Petronio. Matka nazywała się Ginevra Pozzi. Ochrzczono go 7 listopada w kościele pod wezwaniem św. Piotra. Błędna tradycja osiemnastowieczna upatrywała miejsce jego narodzin w miasteczku Calvenzano (obecnie Vergato) w Apeninach Bolońskich.
W 1584, jak poświadcza historyk Carlo Cesare Malvasia, który poznał malarza za życia, porzucił studia muzyczne, marzenie ojca, by zatrudnić się w pracowni niderlandzkiego artysty Denysa Calvaerta. Niderlandczyk był zaprzyjaźniony z ojcem Guida i trzymał u siebie przyszłego malarza przez dziesięć lat. Towarzyszami w poznawaniu tajników sztuki malarskiej Reniego byli m.in. Francesco Albani i Domenichino. W tym okresie młody uczeń kopiował kilkakrotnie Ekstazę św. Cecylii Rafaela oraz miedzioryty Albrechta Dürera.
Po śmierci ojca 7 stycznia 1594 Guido opuścił pracownię Calvaerta, by rozpocząć naukę w Accademia del Naturale, założonej w 1582 przez Carraccich, która przekształciła się w 1599 w Accademia degli Incamminati.
Talent Guida został szybko zauważony. Malvasia przytacza anegdotę z tym związaną. Otóż któregoś dnia Annibale Carracci miał zwrócić się do swojego brata Ludovica: Nie ucz go za dużo, zobaczysz, jeszcze któregoś dnia będzie wiedział więcej od nas. Nie widzisz, że chce ciągle poznawać rzeczy nowe. Pamiętaj, Lodovico, ten któregoś dnia puści cię z torbami.
W 1598 Reni był już malarzem samodzielnym i namalował Madonnę Tronującą ze świętymi, która dzisiaj znajduje się w Pinacoteca Nazionale w Bolonii. Obraz zamówiono dla kościoła św. Bernarda. Reni wygrał również konkurs, bijąc na głowę swojego nauczyciela Lodovica Carracciego, na projekt fresków dla fasady Palazzo del Reggimento, które miasto zamówiło z okazji wizyty papieża Klemensa VIII. Freski przedstawiały postacie alegoryczne.
W tym okresie artysta namalował m.in. Madonnę z Dzieciątkiem, Św. Dominika oraz Tajemnice Różańcowe dla bazyliki św. Łukasza, Zmartwychwstanie dla kościoła św. Dominika oraz Wniebowzięcie Matki Bożej dla kościoła parafialnego w Pieve di Cento. Dnia 5 grudnia 1599 został powołany do rady cechu malarzy w Bolonii.

### W Rzymie
Od 1600, a najpewniej od 1601 malarz przebywał w papieskim Rzymie. Dnia 11 października 1601 kardynał Sfrondato zapłacił mu za obraz Męczeństwo św. Cecylii dla bazyliki św. Cecylii na Zatybrzu. Dla tego samego kościoła Reni namalował również Ukoronowanie św. Cecylii i Waleriana. W tym okresie skopiował Św. Cecylię z czterema świętymi Rafaela. Obraz ten znajduje się dzisiaj w rzymskim kościele San Luigi dei Francesi. W roku 1603 artysta powrócił do Bolonii, by wziąć udział w pogrzebie Agostino Carracciego.
Następnego roku artysta udaje się do Loreto, by omówić kontrakt dotyczący dekoracji sanktuarium Domku loretańskiego. Ostatecznie jednak prace te powierzone zostają Niccolò Pomarancio. W 1605 Reni kończy Ukrzyżowanie św. Piotra dla rzymskiego kościoła San Paolo alle Tre Fontane, który zamówił u niego kardynał Pietro Aldobrandini. Obraz ten znajduje się dzisiaj w Pinakotece Watykańskiej. Według historyka sztuki Carlo Cesare Malvasia obraz miał zamówić Giuseppe Cesari, nazywany Kawalerem z Arpino (wł. Cavalier d’Arpino). Miał on być lepszy niż dzieło Caravaggia z kościoła Santa Maria del Popolo. Celem przedsięwzięcia miało być przytarcie nosa wielkiemu mediolańczykowi. Reni skopiował grę świateł, ale uczynił dzieło mniej dramatycznym. Ukrzyżowanie Guida Reniego jest przykładem wyważonej pracy rzemieślnika. Gesty postaci stały się w tym przypadku powolniejsze i jakby bardziej przemyślane niż u Caravaggia.
Reni w swoich poszukiwaniach piękna, zaczynając od klasycyzmu Rafaela, poprzez medytacyjność Carraccich, przejmuje od Caravaggia jego naturalizm, odzierając go jednak ze szczególnej dekoracyjności. W tym duchu utrzymane są wszystkie dzieła mistrza w pierwszym dziesięcioleciu XVII wieku: Dawid z głową Goliata (Luwr), Męczeństwo św. Katarzyny z kościoła Sant’Alessandro w liguryjskim Coscente, Modlitwa w Ogrójcu z Sens oraz londyńskie Ukoronowanie Dziewicy.
Staje się na tyle znany, że w 1608 papież Paweł V zleca mu dekorację dwóch sal w apartamentach watykańskich (Sala delle Nozze Aldobrandine i Sala delle Dame). Również kardynał Borgherini zamawia u niego freski dla kościoła San Gregorio in Celio oraz dwa obrazy Męczeństwo św. Andrzeja oraz Wieczność w chwale. W roku 1609 rozpoczyna dekorowanie kaplicy w papieskim pałacu na Kwirynale. Zatrudnia do pomocy Francesco Albaniego oraz Giovanniego Lanfranca.
25 września tego samego roku otrzymuje pierwszą ratę za freski dla kaplicy św. Pawła w bazylice Santa Maria Maggiore. Kontrakt jednak zostaje zerwany z powodu problemów z administracją papieską. Po powrocie do Bolonii maluje Męczeństwo świętych Młodzianków, Samsona zwycięskiego oraz niezwykle wymowny i surowy w formie Portret matki.
Samson w jego dziele został przedstawiony jako gigant o nieco kobiecych kształtach, który odpoczywa po swym makabrycznym uczynku. Zabity wydaje się spać na ocienionej drzewami bezkresnej murawie. Męczeństwo Młodzianków jest w swym stylu zbliżone do twórczości Rafaela. Sześć niewiast, dwoje martwych niemowląt i dwóch siepaczy zdają się zamrożeni w iście Rafaelowej kompozycji.
Artysta powrócił do Rzymu w 1612, by dokończyć freski w bazylice Matki Bożej Większej. Kardynał Scipione Borghese zamówił u malarza fresk Aurora dla swego pałacu Rospigliosi Pallavicini. Reni ukończył go w 1614. Fresk cieszył się wielką popularnością. Przedstawia rydwan Apolla otoczony czterema personifikacjami Godzin. Przed wozem unosi się Aurora sypiąca kwiaty. Nad końmi ukazany jest wiejący Fosforos oraz Gwiazda Poranna z zapaloną pochodnią. Wszystko ponad pejzażem nadmorskim.
Po krótkim pobycie w Neapolu Reni wrócił do Bolonii, gdzie rozpoczął malowanie fresków w absydzie kościoła św. Dominika. W 1614 artysta na krótko odwiedził jeszcze Rzym, by na stałe osiąść w Bolonii w październiku tego samego roku.

### W Bolonii
W rodzinnym mieście Reniego powstały dzieła, które wytyczyły główne linie malarstwa siedemnastowiecznego: Pietà dei Mendicanti dla kościoła Santa Maria dei Mendicanti, Ukrzyżowanie (obecnie w Pinakotece Bolońskiej), czy Wniebowzięcie Dziewicy z Genewy.
Dokładnie 20 czerwca 1617 zostaje wezwany na dwór do Mantui, by ozdobić freskami rezydencję książęcą. Odmówił, tłumacząc się śmiertelną chorobą, która spowodowana była malowaniem fresków. By zaskarbić sobie przychylność księcia namalował dla niego cztery obrazy z Czynami Herkulesa, które dzisiaj znajdują się w paryskim Luwrze.
W maju 1622 pracował nad freskami dla kaplicy Tesoro di San Gennaro w katedrze w Neapolu. Nie potrafiąc uzgodnić wysokości honorarium, po namalowaniu trzech obrazów dla kościoła św. Filipa Neri, wyjechał do Rzymu. Historycy potwierdzają nieprzychylność artystów neapolitańskich, którzy widzieli w Renim konkurenta.
W 1625 artysta namalował Portret kardynała Roberta Ubaldiniego, który podpisał i datował. Obraz ten znajduje się dzisiaj w jednej z angielskich kolekcji prywatnych. Tego samego roku powstał barokowy obraz Trójcy Świętej dla kościoła Dei Pellegrini. Reni ukończył go w dwadzieścia siedem miesięcy.
W 1627 zobowiązał się namalować freski dla kardynała Barberiniego przedstawiające Historię Attyli. Chociaż zabronił zbliżania się do rusztowań, nagle wyjechał do Bolonii z powodu nieprzychylności, z jaką się spotkał ze strony niektórych kardynałów. Powodem mogła być również zazdrość jednego z jego byłych uczniów – Gessiego.
W czasie pobytu w Rzymie hiszpański ambasador zamówił u malarza obraz Porwanie Heleny. Artysta nie doszedł z zamawiającym do zgody odnośnie do ceny. Obraz trafił do monsieur de la Vrillière z Francji. Porwanie Heleny jest zimną sceną romansową. Z tego okresu pochodzi również Portret kardynała Bernardino Spady, przechowywany w galerii Spada w Rzymie. Bernardino Spada był w latach 1627–1631 legatem papieskim w Bolonii i przyjacielem artysty. Malarz przedstawił go w żywych kolorach, podkreślając jego szlacheckie pochodzenie i wykształcenie.
Po ustąpieniu zarazy w 1630, senat Bolonii zamówił u Reniego obraz wotywny przedstawiający Madonnę z Dzieciątkiem i świętymi. Niektórzy mieszkańcy miasta krytykowali obraz, zauważając, iż artysta zbliżył się w nim ponownie do swojego drugiego stylu, w którym rozjaśniał kolory, srebrząc je, jak można zaobserwować w obrazie Zwiastowanie dla kościoła w Ascoli Piceno.

### Ostatnie lata
Gudio Reni przed 1635 namalował dla Antonia M. Barberiniego, kardynała prezbitera Sant’Onofrio, brata papieża Urbana VIII, obraz Św. Michał Archanioł. Dzieło znajduje się dzisiaj w kościele Kapucynów.
W tym okresie powstały również dwa obrazy przedstawiające Pokłon pasterzy (dzisiaj w Neapolu i Londynie), Biczowanie Chrystusa (dzisiaj w Bolonii), Samobójstwo Kleopatry i Dziewczynę w koronie (Pinakoteka Kapitolińska). Malvasia nazywa te dzieła niedokończonymi. Artysta malował je szybko i bardzo schematycznie. Krytycy osiemnastowieczni widzieli w tym stylu celowy zabieg malarza. Według Malvasia przyczyną pośpiesznego malowania były długi. Reni nie przykładał się, nie studiował należycie postaci. Najprawdopodobniej przeżywał wówczas chwile depresji.
Był nałogowym hazardzistą, stąd często popadał w długi.
Malarz rozchorował się 6 sierpnia 1642. Zmarł kilkanaście dni później – 18 sierpnia.

## Okiem krytyki
Dwoistość poetyckiego stylu Guida Reniego zadecydowała o popularności, jaką się cieszył u sobie współczesnych. W twórczości tego bolońskiego malarza odnajdujemy zadziwiającą harmonię, która w naturalny sposób łączy klasycyzm Rafaela z wymogami prawdy narzuconymi przez Caravaggio. Z tymi ostatnimi zapoznał się Reni uczęszczając do pracowni Carraccich. Zostały one jeszcze oczyszczone z wzniosłości, która przeciwna byłaby poszukiwaniom naturalnego piękna i artystycznej estetyki.
Spośród wszystkich uczniów Carracich Reni był najbardziej udanym. Jeszcze dzisiaj wielu woli jego dzieła ze względu na ich delikatność i powab, które większe są u Reniego i przemawiają wyraźniej niż u innych (Des Avaux, 1666).
W 1741 Mariette pisał: szlachetność i kunszt, który Guido naniósł na sklepienia i płótna, w połączeniu z bogactwem kompozycji, uczyniły z niego cenionego malarza. Nie należy jednak myśleć, iż wszystko to nie związane było z jakimkolwiek trudem. O stałym rozwoju i pracy nad warsztatem świadczą dużych rozmiarów rysunki próbne, na których każdy detal był wcześniej przez malarza dokładnie studiowany. W rysunkach tych widać malarza, który nieustannie konsultował się z naturą. Nie wstydził się Reni używać swojego talentu do pokazywania rzeczywistości piękną.
W wieku XVIII doceniono także ostatnie dzieła malarza, w których postacie jakby rozmywały się w świetle.
Wiek XIX przyniósł brak zainteresowania dziełami Reniego, wspomnieć przy tym należy o swoistej niechęci do tematyki dewocyjnej, jak to miało na przykład miejsce w przypadku komentarza Johna Ruskina w 1844: „religia musi być zawsze i rzeczywiście tak się być zdaje, duchem wyrażającym się w każdym prawdziwym dziele sztuki. Dostaję czegoś, gdy słyszę, że Eastlake kupi dla National Gallery coś z Guida”. W 1923 ukazał się znaczący artykuł Hermanna Vossa o rzymskich dziełach Reniego, w którym niemiecki historyk sztuki zauważył wpływ, jaki na bolończyka wywarło malarstwo Annibale Carracciego oraz Caravaggia. Reni, który okazał się konserwatystą, ujarzmił monumentalność pierwszego i naturalizm drugiego, czym zyskał przychylność Giuseppe Cesariego.
W roku 1954 w Bolonii otwarto wystawę poświęconą twórczości Guido Reni.

## Twórczość
Był malarzem bardzo płodnym. Tworzył malowidła ścienne, monumentalne obrazy ołtarzowe, obrazy sztalugowe o tematyce religijnej, mitologicznej, historycznej i alegorycznej oraz portrety. Inspirował się sztuką antyczną oraz malarstwem Rafaela i Caravaggia. Jego malarstwo cechują: wysokie walory techniczne, śmiałość pociągnięć pędzla, skomplikowana kompozycja oraz miękkość koloru i form. Wypracował sentymentalno-emocjonalny stereotyp przedstawienia Ecce Homo (wiele wersji), który był powielany w malarstwie dewocyjnym do końca XIX w.
Wykształcił wielu uczniów, którzy wraz z jego naśladowcami produkowali ogromne ilości kopii jego obrazów i motywów.

### Dzieła
- Wniebowzięcie i koronacja Marii –  1596-97, 77 × 81 cm, Prado, Madryt
- Dawid z głową Goliata –  1601-05, 237 × 137 cm, Luwr, Paryż
- Ukrzyżowanie św. Piotra –  1604-05, 305 × 171 cm, Pinakoteka Watykańska
- Dawid z głową Goliata –  ok. 1605, 222 × 147 cm, Uffizi, Florencja
- Św. Franciszek słuchający anielskiej muzyki –  1605-10, 44 × 43 cm, Pinacoteca Nazionale, Bolonia
- Męczeństwo św. Katarzyny Aleksandryjskiej –  1606-7, 277 × 195 cm, Museo Diocesano, Albenga
- Św. Cecylia –  1606, 94 × 75 cm, Norton Simon Museum, Pasadena
- Koronacja Marii –  1607, 66,6 × 48,8 cm, National Gallery w Londynie
- Budowa arki Noego –  1608, 193,5 × 154,5 cm, Ermitaż, Sankt Petersburg
- Święci Piotr i Paweł –  1609, 197 × 140 cm, Pinakoteka Brera, Mediolan
- Św. Sebastian –  ok. 1611, 170 × 133 cm, Prado, Madryt
- Rzeź niewiniątek –  ok. 1611, 268 × 170 cm, Pinacoteca Nazionale, Bolonia
- Atalanta i Hippomenes –  ok. 1612, 206 × 297 cm, Prado, Madryt
- Triumf Samsona –  ok. 1610, 260 × 223 cm, Pinacoteca Nazionale, Bolonia
- Portret starej kobiety –  1611-12, 34,5 × 28 cm, Pinacoteca Nazionale, Bolonia
- Pietà dei Mendicanti –  1613-15, Pinacoteca Nazionale, Bolonia
- Mały Bachus –  1615-20, 87 × 70 cm, Galleria Palatina, Florencja
- Czyny Herkulesa (4 obrazy) –  1617-21, Luwr, Paryż
- Bachus i Ariadna –  1619-20, 96,5 × 86,4 cm, County Museum of Art., Los Angeles
- Tronująca Madonna z trzema świętymi –  1620-21, 319 × 216 cm, Galeria Obrazów Starych Mistrzów w Dreźnie
- Zuzanna i starcy –  1620-25, 116,6 × 150,5 cm, National Gallery w Londynie
- Św. Józef z Dzieciątkiem Jezus –  1620-30, 126 × 101 cm, Ermitaż, Sankt Petersburg
- Toaleta Wenus –  1621-23, 282 × 206 cm, National Gallery w Londynie
- Dejanira i centaur Nessos –  1621, 259 × 193 cm, Luwr, Paryż
- Atalanta i Hippomenes –  1622-25, 206 × 297 cm, Museo di Capodimonte, Neapol
- Chrzest Chrystusa –  ok. 1623, 263,5 × 186,5 cm, Kunsthistorisches Museum, Wiedeń
- Fortuna powstrzymywana przez Amora –  ok. 1623, 188 × 155 cm, Muzea Watykańskie
- Mojżesz z tablicami Prawa –  ok. 1624, 173 × 134 cm, Galeria Borghese, Rzym
- Walka amorków z puttami –  ok. 1625, 120 × 152 cm, Galleria Doria Pamphilj, Rzym
- Józef i żona Putyfara –  1625-26, 226 × 195 cm, Muzeum Sztuk Pięknych im. Puszkina w Moskwie
- Śmierć Kleopatry –  1625-30, 124 × 94 cm, Sanssouci, Poczdam
- Miłosierdzie Boże –  ok. 1628-29, 137,2 × 106 cm, Metropolitan Museum of Art, Nowy Jork
- Pokłon pasterzy –  1630-32, 485 × 350 cm, Museo nazionale di San Martino, Neapol
- Portret dziewczyny z różą –  1630-35, 81 × 62 cm, Prado, Madryt
- Porwanie Heleny –  1631, 253 × 265 cm, Luwr, Paryż
- Portret kardynała Bernardina Spady –  ok. 1631, Galeria Borghese, Rzym
- Madonna Tronująca ze świętymi –  1631-32, 382 × 242 cm, Pinacoteca Nazionale, Bolonia
- Portret matki artysty –  ok. 1632, 64 × 55 cm, Pinacoteca Nazionale, Bolonia
- Męczeństwo św. Apolonii –  1632-33, 44,5 × 34,5 cm, Galeria Obrazów Starych Mistrzów w Dreźnie
- Św. Maria Magdalena –  1633, 234 × 151 cm, Galleria Nazionale d’Arte Antica, Rzym
- Madonna z Dzieciątkiem między świętymi Tomaszem i Hieronimem –  1634, 340 × 210 cm, Muzea Watykańskie
- Św. Maria Magdalena –  1634-35, 79 × 69 cm, National Gallery w Londynie
- Autoportret –  ok. 1635, 45,4 × 34 cm, Uffizi, Florencja
- Św. Mateusz z aniołem –  1620-22, 79 × 66 cm, Pinakoteka Watykańska
- Św. Michał Archanioł –  ok. 1636, 293 × 202 cm, Santa Maria della Concezione, Rzym
- Mały Bachus –  1637-38, 72 × 56 cm, Galeria Obrazów Starych Mistrzów w Dreźnie
- Ecce Homo –  ok. 1639, Pinacoteca Nazionale, Bolonia
- Śmierć Kleopatry –  ok. 1639, 96 × 122 cm, Galleria Palatina, Florencja
- Chrystus w cierniowej koronie –  1639-40, 79 × 65 cm, Galeria Obrazów Starych Mistrzów w Dreźnie
- Ecce Homo –  1639-40, 60 × 45 cm, Luwr, Paryż
- Św. Jan Chrzciciel na pustyni –  ok. 1640, 225 × 162 cm, Dulwich Picture Gallery, Londyn
- Edukacja Marii –  1640-42, 146 × 205,5 cm, Ermitaż, Sankt Petersburg
- Wniebowzięcie Marii –  1642, 295 × 208 cm, Stara Pinakoteka, Monachium